# Hainberg, Bodensteiner Klippen
Hainberg, Bodensteiner Klippen este o arie protejată (sit de importanță comunitară — SCI) din Germania întinsă pe o suprafață de 1.191 ha, integral pe uscat.

## Localizare
Centrul sitului Hainberg, Bodensteiner Klippen este situat la coordonatele 52°02′27″N 10°13′56″E / 52.0408°N 10.2322°E.

## Înființare
Situl Hainberg, Bodensteiner Klippen a fost declarat sit de importanță comunitară în iunie 2000 pentru a proteja 1 specie de plante și 1 specie de animale.

## Biodiversitate
Situată în ecoregiunea continentală, aria protejată conține 7 habitate naturale: Păduri de fag Asperulo-Fagetum, Păduri de fag din Europa Centrală dezvoltate pe sol calcaros cu Cephalanthero-Fagion, Păduri de stejar și carpen Galio-Carpinetum, Păduri aluvionare cu Alnus glutinosa și Fraxinus excelsior (Alno-Padion, Alnion incanae, Salicion albae), Pajiști uscate seminaturale și facies de acoperire cu tufișuri pe substraturi calcaroase (Festuco-Brometalia) (* situri importante pentru orhidee), Pante stâncoase silicioase cu vegetație casmofită, Păduri de fag Luzulo-Fagetum.
La baza desemnării sitului se află mai multe specii protejate:
- plante (1): Buxbaumia viridis
- mamifere (1): liliac comun (Myotis myotis)

Pe lângă speciile protejate, pe teritoriul sitului au mai fost identificate 2 specii de plante.